# دیدارهای فوتبال آرژانتین و ایران
تیم ملی ایران و تیم ملی آرژانتین تاکنون ۲ بار(۱ بار رسمی و ۱ بار دوستانه) در مقابل یکدیگر قرار گرفته‌اند. حاصل این بازیها، ۱ برد برای تیم ملی آرژانتین و ۱ تساوی(شکست ایران در ضربات پنالتی پس از ۹۰ دقیقه) بوده است 

## اولین بازی
اولین بازی بین این دو تیم در تاریخ دوم فروردین ۱۳۵۶ در ورزشگاه سانتیاگو برنابئو شهر مادرید کشور اسپانیا انجام شد که با تساوی ۱ بر ۱ به پایان رسید و چون بازی در طی یک تورنمنت چهار جانبه انجام میشد بازی به ضربات پنالتی کشید که ایران در ضربات پنالتی ۴ بر ۱ بازنده شد

## بهترین برد
تنها برد تیم ملی آرژانتین در برابر تیم ملی ایران کسب نتیجه ۱ بر ۰ میباشد که با گل دقیقه ۹۱ لیونل مسی در جام جهانی ۲۰۱۴ برزیل حاصل شده است و در این بازی آرژانتین دومین برد خود را در جام کسب کرد و توانست صعود خود را قطعی کند.

## بررسی کلی بازیها
| بردهای ایران    | ۰ بازی |                | گل‌های ایران | ۱ گل                             |        | بازی‌های برگزار شده در ایران | ۰ بازی |
| مساوی           | ۱ بازی | گل‌های آرژانتین | ۲ گل        | بازی‌های برگزار شده در کشور بی‌طرف | ۲ بازی |                             |        |
| بردهای آرژانتین | ۱ بازی |                |             | بازی‌های برگزار شده در آرژانتین   | ۰ بازی |                             |        |
| مجموع بازی‌ها    | ۲ بازی | مجموع گل‌ها     | ۳ گل        | مجموع بازی‌ها                     | ۲ بازی |                             |        |

## عنوان بازیها
| #   | عنوان بازی       | تعداد بازی | برد ایران | برد آرژانتین | مساوی |
| --- | ---------------- | ---------- | --------- | ------------ | ----- |
| ۱   | جام جهانی فوتبال | ۱          | ۰         | ۱            | ۰     |
| ۲   | دوستانه          | ۱          | ۰         | ۰            | ۱     |
| جمع | جمع              | ۲          | ۰         | ۱            | ۱     |

| عملکرد دو تیم در بازیهای رسمی | عملکرد دو تیم در بازیهای رسمی | عملکرد دو تیم در بازیهای رسمی | عملکرد دو تیم در بازیهای رسمی |
| ----------------------------- | ----------------------------- | ----------------------------- | ----------------------------- |
| بازی                          | برد ایران                     | برد آرژانتین                  | مساوی                         |
| ۱ بازی                        | ۰ بازی                        | ۱ بازی                        | ۰ بازی                        |

## میزبان و میهمان
| بازیهایی که در ایران برگزار شده است       | بازیهایی که در ایران برگزار شده است | بازیهایی که در ایران برگزار شده است | بازیهایی که در ایران برگزار شده است |
| تیم                                       | برد                                 | مساوی                               | باخت                                |
| ----------------------------------------- | ----------------------------------- | ----------------------------------- | ----------------------------------- |
| ایران                                     | ۰                                   | ۰                                   | ۰                                   |
| آرژانتین                                  | ۰                                   | ۰                                   | ۰                                   |
| بازیهایی که در آرژانتین برگزار شده است    |                                     |                                     |                                     |
| تیم                                       | برد                                 | مساوی                               | باخت                                |
| ایران                                     | ۰                                   | ۰                                   | ۰                                   |
| آرژانتین                                  | ۰                                   | ۰                                   | ۰                                   |
| بازیهایی که در کشوری بی‌طرف برگزار شده است |                                     |                                     |                                     |
| تیم                                       | برد                                 | مساوی                               | باخت                                |
| ایران                                     | ۰                                   | ۱                                   | ۱                                   |
| آرژانتین                                  | ۱                                   | ۱                                   | ۰                                   |

## فهرست کلی بازیها
| # | تاریخ     | نتیجه بازی                  | ورزشگاه / شهر                 | عنوان بازیها         | گلزنان                               |
| - | --------- | --------------------------- | ----------------------------- | -------------------- | ------------------------------------ |
| ۲ | ۱۳۹۳/۳/۳۱ | ایران ۰ - ۱ آرژانتین        | ورزشگاه مینیرو، بلو هوریزونته | جام جهانی ۲۰۱۴ برزیل | لیونل مسی (۱+۹۰)                     |
| ۱ | ۱۳۵۶/۱/۲  | ایران ۱ (۱) - (۴)۱ آرژانتین | سانتیاگو برنابئو، مادرید      | بازی دوستانه         | محمد صادقی (۷۹) – دنیل برتونی (۱۴-پ) |

## گلزنان
محمد صادقی تنها بازیکن ایرانی است که موفق شده دروازه تیم ملی آرژانتین را با پیراهن تیم ملی ایران باز کند
برای تیم ملی آرژانتین نیز لیونل مسی و دنیل برتونی دو بازیکنی هستند که برابر تیم ملی ایران  موفق به گلزنی شده‌اند